# (55871) 1997 UE1
1997 يو إي 1 (ويعرف أيضًا باسم (55871) 1997 يو إي 1 وفق تسمية الكوكب الصغير) (بالإنجليزية: 1997 UE1)‏ هو كويكب ضمن حزام الكويكبات؛ وترتيبه 55871 من حيث الاكتشاف.
اكتُشف هذا الجُرم الفلكي بواسطة Yoshisada Shimizu ‏ في 21 أكتوبر 1997.

## وصلات خارجية
- (55871) 1997 UE1 في قاعدة بيانات مختبر الدفع النفاث لأجرام النظام الشمسي الصغيرة

- الاكتشاف · مخطط المدار ·  العناصر المدارية · المعلمات المادية

- (55871) 1997 UE1 على موقع ويكي سكاي: DSS2, SDSS, GALEX, IRAS, Hydrogen α, X-Ray, Astrophoto, Sky Map, Articles and images